# Долинський ґебіт
Доли́нський ґебі́т (нім. Kreisgebiet Dolinska «Долинська округа») — адміністративно-територіальна одиниця генеральної округи Миколаїв райхскомісаріату Україна з центром у Долинській. Існувала протягом німецької окупації України у Другій світовій війні.

## Історія
Округу утворено опівдні 15 листопада 1941року із чотирьох тогочасних районів Кіровоградської області: Долинського, Новгородківського, Новопразького та Петрівського.
Станом на 1 вересня 1943 Долинський ґебіт поділявся на 4 райони: район Долинська (нім. Rayon Dolinska), район Новгородка (нім. Rayon Nowgorodka), район Нова Прага (нім. Rayon Nowa Praga) і район Петрове (нім. Rayon Petrowo) — які збігалися з чотирма відповідними передвоєнними районами УРСР.
12 березня 1944 р. з окружного центру Долинська радянські війська вигнали нацистських загарбників.